# The Periodic Table of Videos
The Periodic Table of Videos es una serie de vídeos acerca de elementos químicos y de la Tabla periódica de los elementos. Son publicados en YouTube y producidos por Brady Haran, ex videoperiodista de la BBC, presentando a Sir Martyn Poliakoff ("El Profesor"), Peter Licence, Stephen Liddle, Debbie Kays, Neil Barnes, Sam Tang y otras personas de la Universidad de Nottingham.

## Desarrollo
El proyecto se comenzó a grabar el 9 de junio de 2008 y los vídeos iniciales se completaron el 17 de julio de 2008. 
La colección incluye vídeos de unos cuantos minutos de todos los 118 elementos conocidos, con un vídeo para cada elemento, al igual que vídeos adicionales relacionados con la química. Los 118 vídeos de los elementos y los vídeos de introducción fueron rodados sin guion en junio y julio de 2008.
Desde que se completaron los vídeos en 2008, el equipo ha ido refinando y subiendo versiones actualizadas de los vídeos con mejor calidad. Un ejemplo es el vídeo del xenón, que se volvió a hacer en honor al profesor Neil Bartlett, quien murió el 5 de agosto de 2008; Bartlett preparó uno de los primeros compuestos del xenón, el hexafluoroplatinato de xenón.

## Contenido
Poliakoff es el presentador más visible en los vídeos, además de que su cabello, que puede recordar a Einstein o un científico loco es tema frecuente en los comentarios de la serie. La combinación del cabello del profesor y sus experimentos han hecho que los vídeos ganen popularidad. A pesar de no estar seguro de qué pensar respecto a la atención que ha ganado su cabello, el profesor Poliakoff se muestra emocionado con el éxito de los vídeos, a lo que agrega 
"Con unas pocas horas de trabajo, he dado conferencias a más estudiantes de los que he alcanzado en toda mi carrera." El canal de YouTube, a finales de 2016 cuenta con casi 900.000 suscriptores y sus vídeos han tenido más de 500 millones de reproducciones. Es uno de los canales más populares relacionados con química en toda la plataforma. Los productores han recibido elogios de ganadores de premios Nobel, profesores de química y el público en general, indica el profesor Poliakoff. El ganador del Premio Nobel de Química, Roald Hoffmann se ha referido a la serie indicando "es como el mejor reality show que he visto: el universo se revela, elemento por elemento."
Los vídeos muestran experimentos varios y demostraciones de elementos, algunos demasiado peligrosos como para ser realizados en un salón de clase. Aunque los presentadores toman medidas apropiadas al realizar dichos experimentos y proporcionan advertencias suficientes, algunos científicos han criticado los peligrosos experimentos temiendo que los observadores intenten reproducirlos en casa. El propósito de la serie es acercar la química a una nueva generación de estudiantes para mostrarles la ciencia y buscar que comprendan lo que los químicos piensan e intentan hacer. Muchos profesores ahora incorporan estos vídeos en sus clases, y el profesor incluso ha grabado videos de respuesta a algunas preguntas de los estudiantes. Los vídeos más populares incluyen el sodio, potasio y uranio.
El equipo de The Periodic Table of Videos ha tenido dos presentaciones en vivo, la primera en mayo de 2009 en el Broadway Media Centre en Nottingham y en julio de 2010 en el EuroScience Open Forum en Turín, Italia.

## Financiamiento
Una subvención del Engineering and Physical Sciences Research Council de £25.249 fue otorgado el 19 de enero de 2010 para extender la biblioteca de vídeos al incluir filmes relacionados con moléculas de interés general. Los primeros de estos vídeos fueron los del dióxido de carbono y el metano.

## Vídeos
The Periodic Table of Videos ha cubierto con al menos un vídeo todos los 118 elementos (desde el hidrógeno hasta el oganesón). 
También han filmado varios vídeos que tratan moléculas como D2O (Agua pesada) y el ácido sulfúrico. También se filmaron definiciones químicas que proveen una explicación de palabras utilizadas en química. Por último, también se han filmado viajes que el equipo ha realizado a lugares del mundo importantes para la química (como la mina en las afueras de Ytterby, Suecia, en honor a la cual se nombraron cuatro elementos: itrio, terbio, erbio e iterbio.)